# 올림픽 산마리노 선수단
올림픽 산마리노 선수단은 산마리노를 대표하여 올림픽에 참가하는 선수단이다. 산마리노는 1960년 하계 올림픽으로 데뷔한 이후 15번의 하계 올림픽과 10번의 동계 올림픽에 참가했다.
산마리노는 올림픽에서 총 3개의 메달(사격 2개, 레슬링 1개)을 획득했으며 지금까지 3개 모두 도쿄 2020에서 획득했다. 산마리노의 가장 성공적인 선수는 알레산드라 페릴리로, 그는 런던 2012 여자 트랩 결승에서 4위를 차지했다. 도쿄 2020에서는 두 개의 메달을 획득했다. 첫 번째는 여자 트랩에서 동메달을 획득했고, 이틀 후 혼합 트랩 단체 결승전에서는 지안 마르코 베르티와 함께 은메달을 획득했다.
인구 33,600명의 산마리노는 도쿄 2020 현재 올림픽 메달을 획득한 인구 기준으로 가장 작은 국가로, 이전의 가장 작은 국가인 버뮤다(하계 올림픽)와 리히텐슈타인(동계 올림픽)을 간신히 제치고 올림픽 메달을 획득했다.